# Quercus longispica
Quercus longispica — вид рослин з родини букових (Fagaceae), поширений на півдні Китаю.

## Середовище проживання
Поширення: Китай (Юньнань, Сичуань).